# Variantes régionales de la langue italienne
La langue italienne, comme toutes les langues, n’est pas un système unique mais est plutôt caractérisée par une quantité de variantes temporelles, spatiales et individuelles. Dans cet article sont analysées les variantes régionales de l’italien, c’est-à-dire la géographie linguistique de la péninsule italienne, d’un point de vue phonétique, syntaxique et lexical.

## Langue standard et langues régionales
Une langue standard n’est marquée par aucune variante individuelle, il s’agit d’un concept abstrait, c’est la langue enseignée dans les grammaires, c’est un point de référence. Dans la réalité de la vie en société, une langue peut varier selon plusieurs paramètres : le temps (diachronie), l’espace, le statut social, la situation dans laquelle se produit la communication, ou le moyen utilisé pour transmettre le message. Il n’existe pas une seule langue mais plusieurs variations. 
Dans le cas de l’italien, il existe donc un italien standard, issu du toscan, décrit par une grammaire bien définie, et encadré par un organisme de référence, l’Accademia della Crusca. Il existe aussi des italiens régionaux, mutuellement suffisamment intelligibles en Italie.
Il faut noter que l’Italie est un pays assez jeune (le royaume d’Italie n’a été proclamé qu’en 1861), les spécificités locales de chaque région restent donc plutôt marquées, dans l’accent, les expressions et certains mots.

## Italiens régionaux et dialectes
Les divers italiens régionaux possèdent tous la même base linguistique : l’italien standard. Les variations qui les différencient se produisent au niveau de l’accent, de la prononciation et des choix lexicaux. 
Par contre, les dialectes italiens sont des langues différentes, partageant parfois des racines communes entre elles mais demeurant généralement mutuellement inintelligibles et faisant rarement l’objet de standardisation officielle.
Schématiquement, on peut modéliser quatre niveaux de langues dans les régions d’Italie, allant de la langue standard au dialecte. En voici une illustration utilisant les premiers mots de la parabole du fils prodigue (« Un homme avait deux fils. Un jour, le plus jeune dit à son père... », en italien : « Un uomo aveva due figli. Un giorno, il più giovane disse al padre... »), prononcés par un hypothétique habitant de la Vénétie (plus précisément de Belluno) :
| Niveau de langue                     | Alphabet phonétique international pour l’italien                              |
| ------------------------------------ | ----------------------------------------------------------------------------- |
| Italien standard :                   | /un ˈwɔmo aˈveva ˈdue ˈfiʎi. un ˈdʒorno il pju ˈdʒovane ˈdisse al ˈpadre/     |
| Italien régional du nord (Vénétie) : | /un ˈwɔmo aˈveva ˈdue ˈfili. un ˈdʒorno il pju ˈpikɔlo a ˈdɛto al ˈsuo paˈpa/ |
| Dialecte régional (Vénitien) :       | /ˈnɔmo el ɡaˈveva do ˈfjoi. un ˈθorno el pju ˈθoven ɟe a ˈdito al so paˈpa/   |
| Dialecte de Belluno :                | /an ɔm laˈea ˈdoj fiˈoj. an di el pi ˈðoven el ɟe a dit a so ˈpare/           |

## Les italiens régionaux

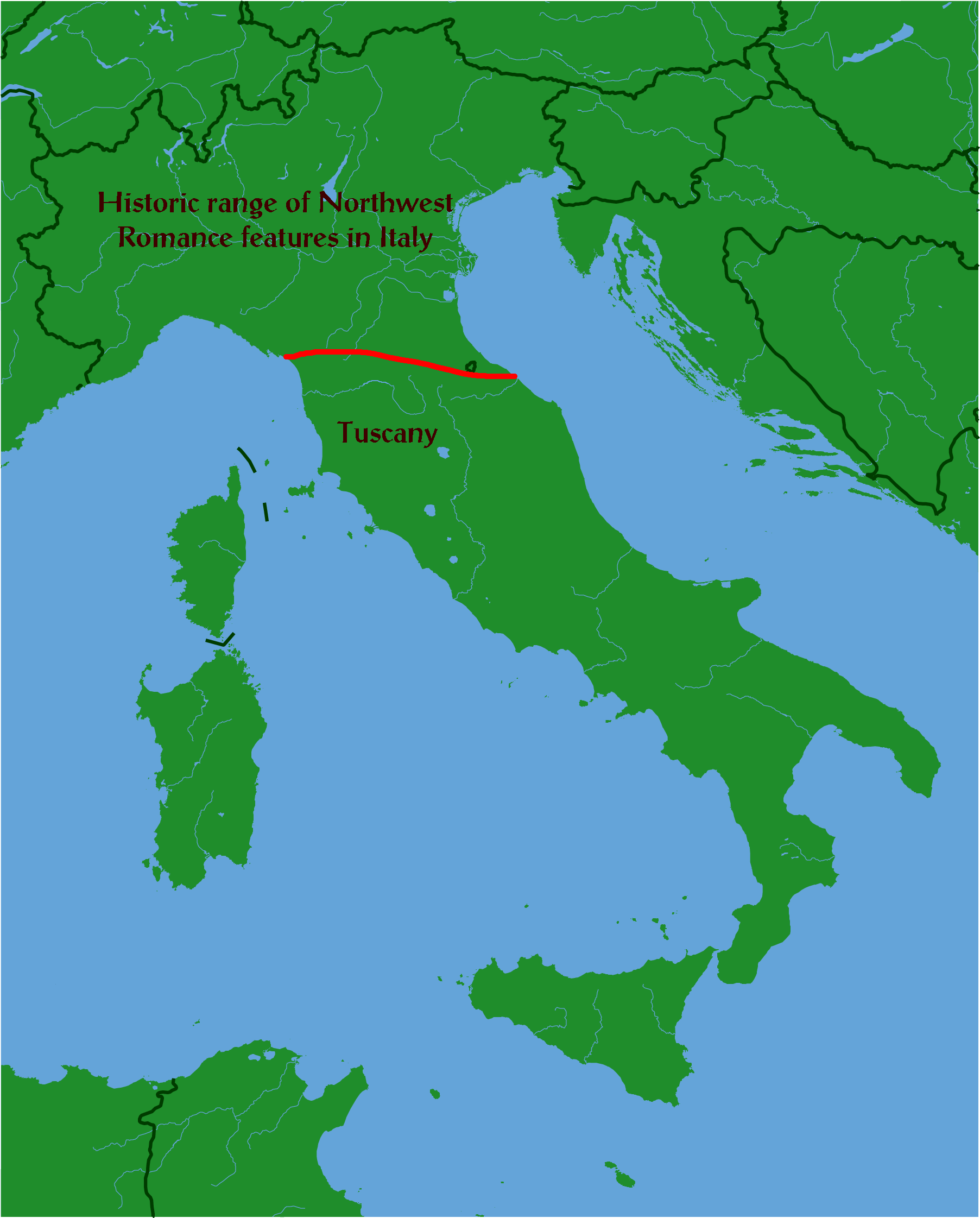
En rouge, la ligne La Spezia-Rimini, marquant la « frontière » linguistique séparant les italiens du nord de ceux du centre.

En linguistique, il n’est pas facile de séparer avec précision les territoires régionaux. À la limite, cette opération peut s’effectuer en se basant sur des phénomènes simples (par exemple les diverses réalisations d’un son), mais il n’est pas possible de le faire pour l’ensemble de ceux-ci. Il faut donc procéder en partie par abstraction. On appelle isoglosse la ligne imaginaire qui marque la frontière d’un phénomène linguistique. 
En Italie, la ligne La Spezia-Rimini délimite un isoglosse qui rassemble des parlers italiens régionaux caractérisés par des phénomènes semblables et qui se différencient des autres à travers ces mêmes phénomènes. Cette ligne sépare les italiens du nord de ceux du centre.
Une autre ligne, moins précise mais suffisamment nette, divise les parlers italiens du centre d’avec ceux du sud. Cette ligne va d’Ancône jusqu’à Rome.
Deux autres zones clairement définies sont d’une part celle de la Toscane et d’autre part celle de l’extrémité sud (c’est-à-dire la Calabre et les îles).

### Au nord
L’Italie septentrionale est caractérisée par une distribution différente des « e » et des « o » ouverts et fermés ([e, ɛ, o, ɔ]) par rapport au modèle standard. À Milan en particulier, le « e » ouvert s’entend en position tonique à la fin des mots (par exemple : perché [per.ˈkɛ]), ainsi qu’au milieu d’un mot dans une syllabe fermée (c’est-à-dire suivie d’une consonne, par exemple : stesso [ˈstɛs.so]). À l’inverse, le « e » fermé s’entend au milieu d’un mot dans une syllabe ouverte (c’est-à-dire non-suivie d’une consonne : bene [ˈbeː.ne]).
Un trait caractéristique du nord par rapport au sud est le « s » toujours sonore [z] lorsqu’il est situé entre deux voyelles, alors que dans le sud il est toujours sourd [s], ce qui donne par exemple [ˈkɔː.za] vs. [ˈkɔː.sa].
Toujours en opposition au sud, l’italien du nord se caractérise par la réduction du dédoublement phono-syntactique (qui consiste en la double prononciation de la première consonne d’un mot précédé par une voyelle : Andiamo a casa [an'dja:mo akˈka:sa, -za]). L’italien du nord utilise le passé composé (passato prossimo) au lieu du passé simple (passato remoto) préféré dans le sud.
On remarque aussi l’utilisation de l’article défini se joignant au noms propres, par exemple : « la Giulia », « il Carlo », ainsi que le renforcement des expressions avec le pronom relatif « che ».
Dans le lexique, on retrouve des mots comme « anguria » au lieu de « cocomero », « bologna » à la place de  « mortadella », « piuttosto » dans le sens de « anche » et non pas de « invece ».

### En Toscane
En Toscane et surtout à Florence, on remarque que les consonnes occlusives sont souvent aspirées lorsque situées entre deux voyelles, ainsi qu’en début de mot, si le mot précédent se termine par une voyelle, par exemple la casa [la.ˈhaː.sa]. Ce phénomène est surnommé en Italie la « gorge toscane » (gorgia toscana). Toujours phonétiquement, on note la réduction de la diphtongue « uo », ce qui produit « ova », « scola », « bona ».
Syntaxiquement, un système d’adjectifs démonstratifs en trois parties est utilisé : « questo » - « codesto » - « quello » pour indiquer l’objet rapproché respectivement du locuteur (première personne), de l’interlocuteur (deuxième personne) ou d’aucun des deux (troisième personne). On note aussi l’utilisation de la formule impersonnelle à la première personne du pluriel : « noi si va ».
Du côté du lexique, on retrouve l’utilisation de « spenge » à la place de « spegne », ainsi que des mots comme « balocco », « busse » (pour « percosse »), « rena » (pour « sabbia »), « cencio » (pour « panno »), « cocomero » à la place de « anguria », « babbo » à la place de « papà » etc.
Notez enfin que la plupart des linguistes considèrent le corse comme une variante du toscan.

### Au centre
L’Italie centrale, en particulier à Rome, se caractérise par l’utilisation du « s » affriqué lorsqu’il est placé devant une consonne nasale (par exemple dans « insomma » [ĩn.ˈtsõm.ma]). On note aussi le dédoublement du « b » et du « g », par exemple dans « abile » [ˈab.bi.le], « regina » [redʒ.ˈdʒiː.na]. L’apocope de la dernière syllabe d’un mot est très répandue, par exemple : « ma’ » pour « mamma », « anda’ » pour « andare », etc.
D’un point de vue syntaxique, on note l’utilisation de l’indicatif avec les verbes d’opinion tels que « croire », comme dans l’expression « credo che torna ». 
Le lexique inclut des mots comme « pupo », « caciara », « pedalini », etc.

### Au sud
En Italie méridionale, on note une distribution différente des « e » et des « o » ouverts et fermés par rapport à l’italien standard, mais ces différences ne sont pas les mêmes qu’au nord. Seuls les timbres ouverts [ɛ, ɔ] sont utilisés en Calabre et en Sicile. Comme mentionné plus haut, le « s » entre deux voyelles est toujours sourd [s] et l’utilisation du passé simple (au lieu du passé composé) est répandue, même pour les temps rapprochés (particulièrement en Campanie).
Comme au centre de l’Italie, le « s » est affriqué lorsqu’il est placé devant une consonne nasale (« insomma » [ĩn.ˈtsõm.ma]), mais aussi devant une consonne liquide (c’est le cas dans « falso » [fal.’tso]). Les « b » et les « g » sont dédoublés. On remarque aussi le positionnement du pronom possessif après le nom plutôt qu’avant, par exemple : « il libro mio ». 
L’italien standard utilise la troisième personne du féminin singulier « lei » comme forme de politesse, mais dans le sud, « voi » lui a toujours été préféré et continue de l’être localement (Voir à ce sujet l’article Distinction T-V en italien).
Dans les îles, le verbe peut se placer après le prédicat, par exemple : « in ritardo è ». Particulièrement en Sicile, le verbe peut même se positionner en fin de phrase. On note aussi la présence de la préposition « a » devant le complément d’objet, par exemple : « saluta a Mario ». 
Dans le lexique, on note l’utilisation de « tenere » à la place de « avere », « mannaggia » (qui dérive de « male ne abbia »), « sfizio », « pittare » (au lieu de « pitturare ») et « imparare » pour « insegnare ».

### En Sardaigne
Les différences linguistiques notables entre la langue sarde et l’italien font que la variante régionale de l’italien en Sardaigne est, plus qu’ailleurs, influencée par la langue locale, tant d’un point de vue structurel (« già » désigne le futur : già lo farò, già andrò ou le présent : già mi piace), que d’un point de vue syntaxique (avec les verbes à la fin, les phrases rhétoriques et ironiques : già è poco bello = è molto bello) et que d’un point de vue grammatical (la voix réflexive et les pronoms avec l’auxiliaire avoir (avere) : me l’ho comprato, te l’hai preso?).
Le lexique contient plusieurs termes empruntés à la langue sarde et donc inconnus hors de l’île. L’utilisation de mots comme cassare à la place de prendere, acchiappare, ou de furare comme synonyme de rubare sont calqués sur la forme sarde. Par exemple : « l’hanno cassato mentre furava nel market », calque syntaxique du sarde : « d’ant cassau mentras furàat in sa butega ».
Phonétiquement, les « e » et « o » sont prononcés fermés [e, o]. De plus, il est typique de dédoubler les consonnes en début de mots, par exemple pour le « v », surtout lorsque le mot précédent se termine par une voyelle.

## Synonymes régionaux
Les sections précédentes énumèrent quelques mots utilisés dans des régions spécifiques. Quelques-uns de ceux-ci sont directement dérivés des dialectes locaux, d’autres sont apparus sous l’influence de langues voisines, d’autres encore se sont diffusés dans toute la péninsule italienne. Les synonymes régionaux sont des mots ayant la même signification mais dont l’usage est déterminé par la position géographique des locuteurs, comme dans l’exemple donné plus haut de anguria et cocomero. Ces « géosynonymes » peuvent aussi n’être que des suffixes majoritairement utilisés dans une région plutôt que dans une autre, comme -ino en Lombardie, -eto en Vénétie, -uccio en Italie centrale ou -iddu en Sicile. Il existe également une distinction nette entre -aio au nord et -aro au sud, tous deux dérivé du latin -arium.

## Sources
- (it) Cet article est partiellement ou en totalité issu de l’article de Wikipédia en italien intitulé « Varianti regionali della lingua italiana » (voir la liste des auteurs).